# Tat'jana Pavlovna Pavlova
Tat'jana Pavlovna Pavlova, in Italia nota semplicemente come Tatiana Pavlova (in russo Татьяна Павловна Павлова?; Ekaterinoslav, 10 dicembre 1890 – Grottaferrata, 7 novembre 1975), è stata un'attrice e regista teatrale russa naturalizzata italiana.

## Biografia
Iniziò già da giovane la carriera di attrice teatrale, lavorando dapprima nella compagnia girovaga di Pavel Orlenev e in seguito nei teatri moscoviti. A seguito della rivoluzione russa abbandonò Mosca, stabilendosi dapprima a Parigi, e recitando a Odessa e Costantinopoli. Nel 1919 giunse infine in Italia dove, a Torino, lavorò in diversi film muti per la casa cinematografica Ambrosio Film; nel frattempo studiava italiano e dizione con Cesare Dondini e Carlo Rosaspina. Nel 1923 fondò una compagnia teatrale a proprie spese, la quale debuttò al Teatro Valle di Roma in Sogno d'amore di Kossorotov.
In questo lavoro, come in altri seguenti, venne criticata anche aspramente, soprattutto per aver introdotto un nuovo modo di concepire il ruolo della regia, meno basato sull'individualità e più sul lavoro d'insieme. Tra i suoi detrattori ci fu anche Luigi Pirandello. Interpretò e diresse autori quali Andreev, Čechov, Gor'kij, Molnár, Kaiser e Rosso di San Secondo, con una originalità che le diede il merito di aver contribuito a far nascere la regia teatrale in Italia.
Scritturò nella sua compagnia una giovanissima Tina Lattanzi insieme con Vittorio De Sica, e riprese anche l'attività cinematografica, interpretando tra l'altro La signora di tutti.

Tatiana Pavlova durante le prove della commedia L'ufficiale della guardia, con Luigi Cimara, Paolo Carlini e Lea Padovani

Nel 1935 si stabilì a Roma, essendo stata chiamata da Silvio D'Amico a dirigere i corsi di regia nella neo fondata Accademia nazionale d'arte drammatica di Roma, pur avendole egli criticato spesso la sua dizione imperfetta.
Dopo la guerra la Pavlova diradò sempre più le sue prove di attrice. Nel 1946 interpretò il ruolo della madre in Zoo di vetro di Tennessee Williams per la regia di Luchino Visconti. In seguito si dedicò soprattutto alla regia di opere liriche.
La sua ultima apparizione cinematografica fu nel ruolo di un'insegnante di recitazione in Io la conoscevo bene del 1965.
Scomparve nel 1975 all'età di 84 anni, nella casa di riposo Villa Letizia di Grottaferrata (nella quale si era ritirata da tempo) a causa di un attacco cardiaco

## Vita personale
Per molti anni visse a Milano nella villa fattasi costruire in via Monterosa (oggi un hotel). Nel 1938 convolò a nozze con lo scrittore e gerarca fascista Nino D'Aroma: la notizia fece scalpore, poiché la Pavlova aveva già quarantasette anni – un'età, all'epoca, considerata avanzata per una donna in procinto di andare all'altare – tanto che Giovanni Papini, quando seppe che lei stava per sposarsi, esclamò: «E chi è l'antiquario che se l'è presa?».

## Omaggi
- Nel 2011 è stato istituito in suo onore il Premio Tatiana Pavlova, riconoscimento Internazionale per la divulgazione dell'arte contemporanea[5]. Sono stati premiati, tra gli altri, Andrea Bocelli, Svetlana Zacharova, Sergei Polunin, Vladimir Spivakov, Andrej Kravčuk, Vittorio Storaro, Giuliano Montaldo, Andrei Konchalovsky

## Filmografia parziale
- La catena, regia di Alessandro Rosenfeld (1920)
- Creature della notte, regia di Amleto Palermi (1934)
- La signora di tutti, regia di Max Ophüls (1934)
- Una lettera all'alba, regia di Giorgio Bianchi (1948)
- Gli spadaccini della serenissima, regia di Gregory Ratoff (1949)
- Ménage all'italiana, regia di Franco Indovina (1965)
- Il morbidone, regia di Massimo Franciosa (1965)
- Io la conoscevo bene, regia di Antonio Pietrangeli (1965)

## Prosa televisiva RAI
- Pane altrui di Ivan Turgenev, regia di Tatiana Pavlova, trasmessa il 22 giugno 1956.
- I dialoghi delle carmelitane di Georges Bernanos, regia di Tatiana Pavlova, trasmessa il 2 novembre 1956.
- L'ufficiale della guardia di Ferenc Molnár, regia di Tatiana Pavlova, trasmessa il 7 dicembre 1956.
- Papà Eccellenza di Gerolamo Rovetta, regia di Tatiana Pavlova, trasmessa il 18 ottobre 1957.
- Congedo di Renato Simoni, regia di Carlo Lodovici, trasmesso il 1 gennaio 1966.